# Mateusz Janicki
Mateusz Janicki (ur. 26 listopada 1983 w Krakowie) – polski aktor teatralny, telewizyjny i filmowy.

## Życiorys

### Dzieciństwo i edukacja
Urodził się w Krakowie. Jest synem Aleksandra Janickiego i Katarzyny Niewodniczańskiej, wnukiem fizyka Jerzego Niewodniczańskiego, prawnukiem Henryka Niewodniczańskiego, twórcy i patrona Instytutu Fizyki Jądrowej w Krakowie, a także praprawnukiem profesora Romana Prawocheńskiego, zootechnika i członka Polskiej Akademii Nauk.
Ukończył I Społeczną Szkołę Podstawową im. Józefa Piłsudskiego w Krakowie i V Liceum Ogólnokształcące im. Augusta Witkowskiego w Krakowie. W międzyczasie spędził jeden rok szkolny w amerykańskim liceum w New Jersey. Następnie ukończył studia na krakowskiej PWST. Jest absolwentem stosunków międzynarodowych na Wyższej Szkoły Europejskiej im. ks. Józefa Tischnera w Krakowie. Jest dyplomowanym instruktorem narciarstwa, od lat związany jest z krakowskim klubem Yeti.

### Kariera
W 2004 zadebiutował w spektaklu Mistrz i Małgorzata Michaiła Bułhakowa w reż. Krystiana Lupy na scenie krakowskiego Narodowego Starego Teatru im. Heleny Modrzejewskiej. Występował w teatrach krakowskich: Ludowym w Nowej Hucie (2005), Łaźnia Nowa (2006) i Starym im. Heleny Modrzejewskiej (2007). Od 2011 jest aktorem Teatru Nowego w Łodzi.
Na małym ekranie zadebiutował w roli Pawła Krzyżanowskiego, partnera Marysi Radosz, w serialu Pierwsza miłość (2004–2005). Rolę tę potem przejął Mikołaj Krawczyk. W telewizyjnym dramacie biograficznym Karol. Człowiek, który został papieżem (2005) zagrał rolę czeskiego seminarzysty. W 2008 wystąpił w komedii Lejdis jako kochanek Łucji. W latach 2015–2016 grał rolę Tomasza Górskiego w serialu TVN Singielka.
Od czerwca 2016 współtworzy krakowską grupę improwizatorów Impro KrK.

### Życie prywatne
Jest żonaty z Olgą Szostak. Mają dwóch synów, Jana i Antoniego.

## Teatr
- „Mistrz i Małgorzata” na podstawie powieści Michaiła Bułhakowa w reż. Krystiana Lupy
- „Trucizna Teatru” w reż. P. Siekluckiego
- „Ksiądz Marek” J. Słowacki w reż. Michała Zadary
- „Wampir” na podstawie powieści Władysława Reymonta w reż. Waldemara Raźniaka
- „Pastorałka Wielicka” w reż. R. Jędrzejczyka
- „Wieczór trzech króli” W. Szekspir w reż. Jerzego Stuhra, dyplom w PWST
- „Gra snów” August Strindberg w reż. Bogdana Hussakowskiego, dyplom w PWST
- „Kochałam Bogdana W.” w reż. Pawła Kamzy, Teatr Łaźnia Nowa
- „Sejm kobiet” Arystofanes w reż. Mikołaja Grabowskiego, Teatr Stary
- „Krwawe wesele” w reż. Bartosz Szydłowski, Teatr Łaźnia Nowa
- „Sen nocy letniej” w reż. Jacek Jabrzyk, Teatr Łaźnia Nowa
- „Moja Molinezja” w reż. Pawła Kamzy, Łaźnia Nowa
- „1410” w reż. Piotra Bikonta, Stowarzyszenie Teatralne Badów
- „Kto nie ma, nie płaci” w reż. Piotra Bikonta, Teatr Nowy Łódź

## Filmografia
- 1994: Sprawa kobiet (spektakl telewizyjny) – Wisio
- 1994: Moje pierwsze honorarium (spektakl telewizyjny) – chłopiec
- 1994: Gość oczekiwany (spektakl telewizyjny) – służący
- 1995: Koriolan (spektakl telewizyjny) – uczestnik II
- 1995: Ewa (spektakl telewizyjny) – służący
- 1995: Anioł (spektakl telewizyjny) – dziecko
- 2004: Karol. Który został świętym – Milan Hryc, seminarzysta Czeski
- 2004: Pierwsza miłość – Paweł Krzyżanowski (odc. 1-60)
- 2006: Wielkie ucieczki – Rudolf Olma
- 2007: Kopciuszek – Łukasz Tarnowski
- 2007: Sprawa Emila B. (spektakl telewizyjny) – kolega
- 2007: Mamuśki – robotnik Kochanowski (odc. 10)
- 2007: Doktor Halina (spektakl telewizyjny) – student
- 2007: Determinator – Robert Stelmaszczyk, asystent Skotnickiego (odc. 1-3, 7)
- 2008: Teraz albo nigdy! – konferansjer (odc. 2, 5, 9)
- 2008: Lejdis – Klaudiusz Jedynak
- 2008: Katastrofy górnicze – Andrzej Mastelarz (odc. pt. Cicha akcja)
- 2009: Przystań – Adrian Nieznalski (odc. 3-12)
- 2009: Niania – lekarz (odc. 131)
- 2009: Naznaczony – Karol Barski (odc. 9)
- 2009: Miłość na wybiegu – Michał, chłopak Julii
- 2009: Idealny facet dla mojej dziewczyny – seksowny doktorant
- 2009: 39 i pół – Marcin (odc. 16, 37)
- 2010: Krzysztof – Krzysztof Orłowicz
- 2010: Paweł i Ryszard (etiuda szkolna) – Paweł
- 2010: Heniek – ekspedient u jubilera
- 2010: Czas honoru – komunista Staszek Markiewicz, brat Janka (odc. 28-36, 38)
- 2011: Prosto w serce – Marcin Drozd
- 2011: Życie nad rozlewiskiem – leśniczy Krzysztof Jaworski (odc. 2-13)
- 2011: Wierność (etiuda szkolna) – Janek
- 2011: Uwikłanie – Kamil Sosnowski
- 2011: Sztos 2 – Joachim Ćwiek
- 2011, 2017: Ojciec Mateusz:
  - Gajda, menadżer Lechmana (odc. 89)
  - Norbert Kowacz (odc. 217)
- 2011, 2017, od 2018: Na dobre i na złe:
  - misjonarz Rafał (odc. 466)
  - Kamil „Dominator” Wierzbicki, zawodnik MMA (odc. 664)
  - doktor Michał Wilczewski (od odc. (698)
- 2011: 80 milionów – sanitariusz
- 2012: Supermarket – Nerwus
- 2012: Nad rozlewiskiem – leśniczy Krzysztof Jaworski (odc. 1-13)
- 2012: Hotel 52 – Tomasz Wróblewski (odc. 68)
- 2013: Wałęsa. Człowiek z nadziei – major LWP
- 2013–2014: Prawo Agaty – prokurator Piotr Hynek (odc. 29, 46)
- 2013, 2016: Komisarz Alex
  - dziennikarz Marek Kranz (odc. 46)
  - Bartek Stępniak, mąż Wery (odc. 104)
- 2013: Kamczatka – Szymula „Meche”
- 2013: Blondynka – reżyser, kochanek Evy Luny (odc. 15, 25)
- 2014: Cisza nad rozlewiskiem – leśniczy Krzysztof Jaworski (odc. 1-13)
- 2014: Wkręceni – dziennikarz przed fabryką
- 2014–2015: M jak miłość – doktor Wojciech Markowski
- 2014: Karuzela – Piotr
- 2015: Powiedz tak! – Filip (odc. 6-8, 10)
- 2015: Chemia – samobójca
- 2015–2016: Singielka – fotograf Tomasz Górski
- 2016: Strażacy – Radek Kosik (odc. 1-2, 7, 11-20)
- 2016: Powidoki – lekarz
- 2016: Planeta singli – randkowicz Sebastian
- 2018: Pensjonat nad rozlewiskiem – leśniczy Krzysztof Jaworski (odc. 1-9, 11-13)
- 2018: Zabawa zabawa – Adrian
- 2018: Drogi wolności – Karol Doster, wydawca Iskry (odc. 3-13)
- 2019-2020: Przyjaciółki – Maks (odc. 149-158)
- 2019: Kurier – II pilot
- 2020–2021:  Stulecie Winnych – Kazimierz Tarasiewicz / Andrzej Wolski
- 2021: Osaczony – Paweł
- 2021: Receptura[3] – inż. Michał Jankowski
- 2022: Marusarz. Tatrzański Orzeł - Stanisław Marusarz
- 2022: Zołza
- 2022: Matka – Szymon Gierszewski
- 2023: Uwierz w Mikołaja – Robert, dzielnicowy
- 2023: Święto ognia – Mateusz
- 2024: Nic na siłę – Kuba Wolak[4]
- 2024: Śleboda - Tomasz Dydo